# Helen Caldwell
Pour les articles homonymes, voir Caldwell.
Helen Caldwell (1904-1987) était une professeure d’université, critique littéraire, essayiste, poétesse et traductrice américaine (Californie). 

## Biographie
Spécialiste des lettres brésiliennes, elle consacra une grande partie de ses travaux et de sa vie (une quarantaine d’années) à l’œuvre de l’écrivain brésilien du XIXe siècle Machado de Assis, et donna de son roman Dom Casmurro la première traduction anglaise, parue en 1953. Elle publia sur ce même roman deux ouvrages, The Brazilian Othello of Machado de Assis, en 1960, et dix ans plus tard, le plus retentissant, Machado de Assis: The Brazilian Master and His Novels, où elle défendit la thèse de l’innocence du personnage de Capitu (accusée d’adultère par le narrateur), au rebours de l’opinion alors dominante chez les lecteurs et commentateurs brésiliens du roman. Du même auteur Machado de Assis, elle traduisit en 1973 également 8 des 12 nouvelles du recueil l’Aliéniste (avec William L. Grossman pour la nouvelle éponyme et trois autres récits), ainsi que trois autres romans (Esau and Jacob, 1965 ; Counselor Ayres’ Memorial, 1972 ; Helena, 1984).

### Essais
- (en) The Brazilian Othello of Machado de Assis, Oakland, University of California Press, 1960, 194 p.
- (en) Machado De Assis. The Brazilian Master and His Novels, Oakland, University of California Press, 1970, 270 p. (ISBN 978-0-520-01608-8, lire en ligne)

### Traductions
- (en) Dom Casmurro : TRADUÇAO DE HELEN CALDWELL, Farrar, Straus and Giroux, 1991, 288 p. (ISBN 978-0-374-52303-9).
- (en) Counselor Ayres' Memorial, Oakland, University of California Press, 1982, 208 p. (ISBN 978-0-520-04775-4, lire en ligne)
- (en) The Psychiatrist & Other Stories, Oakland, University of California Press, 2000, 147 p. (ISBN 978-0-520-00787-1, lire en ligne)
- (en) Esau and Jacob, Peter Owen, 1965
- (en) Helena, Oakland, University of California Press, 1987, 197 p. (ISBN 978-0-520-06025-8)